# Paul Poux
Paul Poux (Angoulême, 9 juli 1984) is een Frans voormalig wegwielrenner die vooral gekend was als tijdrijder. Sinds augustus 2010 maakte hij deel uit van de ploeg Saur-Sojasun, toen die ploeg eind 2013 stopte kreeg hij geen profcontract meer. Poux bleef wel bij de amateurs fietsen.

## Belangrijkste resultaten
2010
- 3e etappe in de Omloop van de Ardennen (tijdrit)
- GP du Muguet (tijdrit)

2011
- 4e etappe Ronde van Bretagne

2012
- 1e etappe Ronde van Rhône-Alpes Isère
- Eindklassement Ronde van Rhône-Alpes Isère
- Proloog Boucles de la Mayenne

Wielerploegen van Paul Poux
Bessy ·
Casper ·
Coppel · 
Coutouly ·
Delaplace ·
Engoulvent ·
Galland ·
Hivert ·
Jeandesboz ·
Joly ·
Lemoine ·
Levarlet ·
Mangel ·
Marino ·
Martias · 
Mathéou ·
Poulhiès ·
Simon ·
Talabardon · 
Laborie (stagiair) · 
Poux (stagiair) · 

Tortelier (stagiair)
Bessy ·
Casper ·
Coppel · 
Coyot ·
Delaplace ·
Engoulvent ·
Galland ·
Hivert ·
Jeandesboz ·
Joly ·
Laborie · 
Lemoine ·
Levarlet ·
Mangel ·
Marino ·
Martias · 
Mathéou ·
Paiani ·
Poulhiès ·
Poux · 
Simon ·
Talabardon · 
Turpin ·
Daniel (stagiair) · 
Renault (stagiair) · 
Tortelier (stagiair)
Bessy ·
Coppel · 
Coyot ·
Delaplace ·
Engoulvent ·
Feillu ·
Galland ·
Hivert ·
Jeandesboz ·
Laborie · 
Le Lay ·
Lemoine ·
Levarlet ·
Mangel ·
Marino ·
Martias · 
Méderel ·
Paiani ·
Poulhiès ·
Poux · 
Simon ·
Talabardon · 
Tortelier · 
Kéo (stagiair) ·
Renault (stagiair) · 
Vuillermoz (stagiair) 
Daniel ·
Delaplace ·
El Fares ·
Engoulvent ·
Feillu ·
Galland ·
Hivert ·
Jeandesboz ·
Laborie · 
Le Lay ·
Lemoine ·
Marino ·
Martias · 
Méderel ·
Paiani ·
Pauriol ·
Poux ·
Schmidt ·
Simon ·
Šiškevičius · 
Talabardon · 
Tortelier · 
Vuillermoz · 

Guay (stagiair)  